# Kyaku Kyadaff
Eduardo Fernandes (M'banza Congo, 29 de junho de 1982), mais conhecido pelo nome artístico Kyaku Kyadaff, é um psicólogo, professor universitário, músico e compositor angolano. É reconhecido por sua contribuição para a música popular angolana e por seu trabalho acadêmico na área de Psicologia e Ciências Sociais.

## Biografia
Eduardo Fernandes é filho de Manuel Fernandes e Maria Fineza. Nasceu em M'banza Congo, na província do Zaire, onde frequentou o ensino primário. Após concluir essa etapa, mudou-se para a província do Cuanza Norte, onde concluiu o ensino médio no Seminário Santos Mártires do Uganda, em 2004, motivado pelo desejo inicial de se tornar sacerdote.
Em 2005, ingressou na Faculdade de Letras e Ciências Sociais da Universidade Agostinho Neto, licenciando-se em Psicologia do Trabalho em 2008. Posteriormente, concluiu um mestrado em Governação e Gestão Pública na Faculdade de Direito da mesma universidade.

## Carreira Acadêmica
Eduardo Fernandes iniciou sua trajetória profissional como professor no Colégio Albino, onde lecionou Desenvolvimento Econômico e Social entre 2005 e 2007. Simultaneamente, atuou como professor de Psicologia e Filosofia no Colégio Cadetão. De 2007 a 2010, lecionou as disciplinas de Introdução ao Direito e Psicologia no Colégio Catarina Cortez.
Entre 2011 e 2012, foi professor de Psicologia Geral no curso de Gestão de Recursos Humanos na Universidade Gregório Semedo, em Luanda. Atualmente, leciona Metodologia de Investigação em Psicologia (MIP) e Psicologia de Marketing no Instituto Superior Politécnico Internacional de Angola (ISIA). Além disso, colaborou com a Universidade 11 de Novembro, ministrando aulas de Psicologia Social e Ética e Deontologia Profissional.

## Carreira Musical
Com o nome artístico de Kyaku Kyadaff, Eduardo Fernandes se destacou na música angolana. Ele começou cantando em bares e hotéis, incluindo o Hotel Alvalade, onde se apresentou para um público diversificado durante o Campeonato Africano das Nações de 2010. Kyaku também compôs músicas para artistas renomados, como Ary e Ricardo Lemvo.
Seu primeiro single promocional foi lançado em 2009.Ele tem duas obras discográficas:
- Se Hungwile (2014)[12]
- Igual ao Prazer (2017)

Entre seus sucessos estão as músicas Kilamba, Bibi, Entre 7 e 7 Rosas, Biso na Biso, Lola e Mónica, esta última com grande sucesso na Europa.

## Prémios
Kyaku Kyadaff conquistou diversos prêmios:
Em 2009: Vencedor do Festival Nacional de Trovas e do Prêmio Nacional de Música Popular de Angola (Variante).
Em 2014: Três prêmios no Angola Music Awards – Artista Revelação, Melhor Kizomba e Música do Ano.
Em 2015: 3º lugar no Top dos Mais Queridos.
Em 2016: Melhor Artista no Angola 360º e Melhor Show do Ano no Angola Music Awards.
Foi nomeado ao Afrimma (African Muzik Magazine Awards) como Melhor Artista da África Central em 2016 e 2018.
Além disso, Kyaku foi o primeiro artista a cantar para o atual casal presidencial de Angola e participou da cerimônia de posse do presidente João Lourenço.

## Atividades Culturais
Eduardo Fernandes é Vice-Presidente do Clube Nacional de Poetas e Trovadores de Angola e membro da Direção dos Estudantes Universitários de Angola, onde atua como coordenador de cultura.